# Aphelandra margaritae
Aphelandra margaritae är en akantusväxtart som beskrevs av E. Morr.. Aphelandra margaritae ingår i släktet Aphelandra och familjen akantusväxter. Inga underarter finns listade i Catalogue of Life.